# Česká Kubice (nádraží)
Česká Kubice je železniční stanice v severovýchodní části obce Česká Kubice v okrese Domažlice v Plzeňském kraji nedaleko potoka Bystřice. Leží na neelektrizované jednokolejné trati Plzeň – Furth im Wald. Jedná se o pohraniční železniční stanici se Spolkovou republikou Německo.

## Historie
Stanice byla vybudována jakožto součást České západní dráhy (BWB) spojující Bavorsko, Plzeň a nádraží na Smíchově, podle typizovaného stavebního návrhu. Vzniklo zde též nákladové nádraží. 14. října 1861 byl s místním nádražím uveden do provozu celý nový úsek trasy z České Kubice na provizorní nádraží ve Skvrňanech u Plzně (železniční most přes Radbuzu byl dokončen se zbytkem trati až následujícího roku), odkud po dokončení mohla dále pokračovat směrem do Prahy.[zdroj?]
Po zestátnění BWB v roce 1895 pak obsluhovala stanici jedna společnost, Císařsko-královské státní dráhy (kkStB), po roce 1918 pak správu přebraly Československé státní dráhy.
V květnu 2008 byla zahájena modernizace stanice, která zahrnovala přestavbu kolejiště a nástupišť, ve stanici bylo rovněž zřízeno elektronické stavědlo ESA 33 a nové traťové zabezpečovací zařízení. Stavba byla slavnostně dokončena 18. června 2009.

## Popis
Nacházejí se zde dvě jednostranná nekrytá úrovňová nástupiště. Dlouhodobě se počítá s rekonstrukcí celé trati až k hraničnímu přechodu s Německem Česká Kubice – Furth im Wald.[zdroj?]